# James Monaco
James Monaco (1943 New York, USA – 2019) byl historik a teoretik mediální kultury.

## Život
Studoval na Muhlenberg College v Pensylvánii a Columbia University v New Yorku. Přednášel např. na The New School for Social Research v New Yorku, Columbia University, The City University of New York a New York University. Svou prózu a kritiky publikoval v The New York Times, The Village Voice, American Film, Sight and Sound a v mnoha dalších. Externě spolupracoval s redakcemi časopisů More, Cineaste, a Take One. Monaco působí jako člen mnoha společností. Dlouhou dobu je členem Author's Guild nebo Board of Directors of the Interactive Services Association. V současné době působí také v Board of Directors of the Copyright Clearance Center. Je zakladatelem American Book Producers Association a předsedou Videotext Marketing Consortium. Jeho manželkou je učitelka a vydavatelka Susan Schenkerová, se kterou pracoval na své knize Books about film: A Bibliographical Checklist. Mají spolu tři děti a v současnosti žijí střídavě na Manhattanu a v Sag Harboru.

### Mediální reflexe
Na začátku 80. let se James Monaco objevil jako komentátor médií pro Morning Edition na rádiu NPR (National Public Radio). Vystupoval také v televizi, objevil se na všech hlavních amerických stanicích, na australském ABC, na britském BBC, japonském NHK, kanadském CBC, německém WDR a na dalších více než stech místních stanicích po celé zemi.

### New York Zoetrope
V roce 1975 založil nakladatelství New York Zoetrope, které se specializovalo na oblast filmové literatury a vydalo více než 40 knih z tohoto odvětví. Skrze Harbor Electronic Publishing, jež má sídlo opět v New Yorku, působí Monaco také jako knižní vydavatel.

### Baseline
K jeho dalším významným počinům patří založení společnosti Baseline v roce 1982. Byla to první online databáze zábavního průmyslu, která se stala předchůdcem IMDb. Baseline je zaměřeno na poskytování různých informačních služeb pro celosvětový zábavní průmysl. Jedním z produktů této společnosti je např. nakladatelství Baseline nebo Baseline Studiosystems, přední dodavatel informací z filmového a televizního světa.

### Cinemania
Spolu s redaktory nakladatelství Baseline Leonarde Maltinem a Pauline Kaelovou se podílel na vytváření filmové CD-ROM encyklopedie Cinemania. Tento slovník, který zahrnuje definice námětů, témat, směrů a dalších pojmů, byl složen ze dvou slovníků. Jedním z nich byl Monacův The Film Glossary, druhým pak Film Encyclopedia Ephreim Katz. V letech 1992-1995 se prodalo téměř tři miliony exemplářů a Cinemania se tak stala nejprodávanějším microsoftským multimediálním CD.

### UNET
V roce 1992 založil Monaco společnost UNET a stal se jejím prezidentem. Tato společnost se zabývá vývojem technologie a produktů, které by mohli sjednotit stará a nová média. Od roku 1992 do roku 1995 společnost zajistila spolupráci s časopisy a televizními stanicemi za účelem vývoje online služeb pro jejich čtenáře a diváky. Je aktivní ve všech formách elektronického publikování, od online služeb až po CD, DVD, DVD-ROM a zabývá se také internetovým komunikačním softwarem a internetovým obchodem. Cílem společnosti je integrace a pokrok v oblasti multimediálních a komunikačních technologií. Společnost vyvíjí a prodává internetové produkty a služby. UNET řídí několik internetových stránek, které jsou zaměřeny na média a internetový obchod. Skrze jejich sesterskou společnost Harbor Electronic Publishing, UNET produkuje a distribuuje knihy, které se vážou k internetovým a DVD produktům. Právě pro svou činnost v UNET je Monaco považován za experta na elektronickou publikaci a mediální průmysl, čímž se jeho působení v oblasti filmové kultury značně prohlubuje.

### Jak číst film
Monaco napsal většinu svých knih v sedmdesátých letech. Svou nejúspěšnější knihu Jak číst film poprvé vydal v roce 1977, avšak postupně ji rozšiřoval a aktualizoval, až se v roce 2000 dočkala své multimediální podoby. Ve formě DVD-ROMu vyšla současně se čtvrtou edicí a zahrnovala v sobě celkem tři knihy (The Dictionary of New Media, Reading about Film a Reading about New Media). Dále nabízela více než tisíc ilustrací, filmové klipy, rozhovory, interaktivní laboratoře, autorovy poznámky a mnoho dalšího. Tato edice vyhrála o rok později soutěž DVD-ROM Excellence Award a byla přijata mnohými univerzitními filmovými kurzy.
Kniha Jak číst film byla přeložena do němčiny, nizozemštiny, italštiny, japonštiny, čínštiny, korejštiny, italštiny a češtiny. Poprvé se její překlad objevil v roce 1991, když vyšel ve Sborníku filmové teorie I. - Angloamerické studie překlad kapitoly “Jazyk filmu: Znaky a syntax“ Stanislava Ulvera. Celou knihu vydal Albatros až v roce 2004. Spolu s publikací Nová vlna, která u nás vyšla v roce 2001, jsou to jediné české překlady Monacova díla.

## Dílo
- A standard Glossary for Film Criticism, NY Zoetrope, 1975.

- Books about film: A Bibliographical Checklist, NY Zoetrope, 1976.

- The New Wave: Truffaut, Godard, Chabrol, Rohmer, Rivette, Oxford University Press, 1976.

- How to read a film: The Art, Technology, Language, history, and Theory of Film and Media, Oxford University Press, 1977. Další vydání 1981, 1995 a 2000.

- Alain Resnais: the role of imagination, Oxford University Press, 1978.

- Celebrity: The Media as Image Makers, Dell Pub. Co., 1978.

- Media Culture: Television, Radio, Records, Books, Magazines, Newspapers, Movies, Dell Pub. Co., 1978.

- American Film Now: The People, The Power, The Money, The Movies, Oxford University Press, 1979. Další vydání NY Zoetrope, 1984.

- The French Revolutionary Calendar, NY Zoetrope, 1982.

- The Connoisseur's Guide to the Movies, Facto on File, 1985.

- Who's Who in American Film Now, NY Zoetrope, 1981. Další vydání 1987.

- The Encyclopedia of Film [Virgin International Encyclopedia of Film], Virgin, 1991. Další vydání 1992 a 1993.

- The Movie Guide; a Comprehensive Alphabetical Listing of the Most Important Films Ever Made, Virgin, 1992. Další vydání 1995.

- Cinemania: Interactive Movie Guide, Microsoft, 1992. Další vydání 1996.

- The Dictionary of New media. The New Digital World of Video, Audio, and Print: film, television, DVD, home theatre, stallite, digital photography, wireless, super CD, Internet, NY Barbor Electronic Publishing, 1999.